# Функції Бріллюена та Ланжевена
Функції Бріллюена та Ланжевена — дві спеціальні функції, що виникають під час вивчення ідеалізованого парамагнітного матеріалу в статистичної механіці.

## Функція Бріллюена
Функція Бріллюена — спеціальна функція, яку визначають таким рівнянням:

{\displaystyle B_{J}(x)={\frac {2J+1}{2J}}\coth \left({\frac {2J+1}{2J}}x\right)-{\frac {1}{2J}}\coth \left({\frac {1}{2J}}x\right)}

Функцію зазвичай застосовують (див. нижче) в контексті, де х — дійсна змінна і J — додатне ціле чи напівціле число. В цьому випадку функція змінюється від -1 до 1, досягаючи +1, при {\displaystyle x\to +\infty } і -1 при {\displaystyle x\to -\infty }.
Найчастіше застосовують при розрахунку намагніченості ідеального парамагнетику. Зокрема, функція описує залежність намагніченості {\displaystyle M} від прикладеного магнітного поля {\displaystyle B} і повного кутового моменту J матеріалу, що складається з мікроскопічних магнітних моментів. Намагніченість дається формулою:
{\displaystyle M=Ng\mu _{B}J\cdot B_{J}(x)}
де
- {\displaystyle N} — кількість атомів на одиницю об'єму,
- {\displaystyle g} — g-фактор,
- {\displaystyle \mu _{B}} — магнетон Бора,
- {\displaystyle x} — відношення зееманівської енергії магнітного моменту в зовнішньому полі до теплової енергії {\displaystyle k_{B}T}:

{\displaystyle x={\frac {g\mu _{B}JB}{k_{B}T}}}
де {\displaystyle k_{B}} — стала Больцмана, {\displaystyle T} — температура.
Зазначимо, що в Міжнародній системі одиниць (SI) індукція магнітного поля {\displaystyle B} вимірюється в теслах, {\displaystyle B=\mu _{0}H}, де {\displaystyle H} — напруженість магнітного поля в А/м, {\displaystyle \mu _{0}} — магнітна стала.

## Функція Ланжевена
У класичній границі, моменти можуть неперервно вишикуватися за полем і {\displaystyle J} може набувати всіх значень ({\displaystyle J\to \infty }). У цій границі функція Бріллюена перетворюється на функцію Ланжевена, названу на честь Поля Ланжевена:

{\displaystyle L(x)=\coth(x)-{\frac {1}{x}}}

Для малих значень x, функцію Ланжевена можна розкласти в ряд Тейлора:
{\displaystyle L(x)={\tfrac {1}{3}}x-{\tfrac {1}{45}}x^{3}+{\tfrac {2}{945}}x^{5}-{\tfrac {1}{4725}}x^{7}+\dots }
Альтернативну апроксимацію можна отримати з неперервного дробу Ламберта розкладу tanh(x):
{\displaystyle L(x)={\frac {x}{3+{\tfrac {x^{2}}{5+{\tfrac {x^{2}}{7+{\tfrac {x^{2}}{9+\ldots }}}}}}}}}
За досить малих x, обидві апроксимації чисельно кращі, ніж пряма оцінка аналітичного виразу, оскільки остання страждає від втрати значущості.

## Високотемпературна границя
При {\displaystyle x\ll 1}, тобто, коли {\displaystyle \mu _{B}B/k_{B}T} мале, намагніченість можна апроксимувати законом Кюрі:
{\displaystyle M=C\cdot {\frac {B}{T}}}
де {\displaystyle C={\frac {Ng^{2}J(J+1)\mu _{B}^{2}}{3k_{B}}}} — стала. Можна відзначити, що {\displaystyle g{\sqrt {J(J+1)}}} — ефективна кількість магнетонів Бора.

## Границя високих полів
При {\displaystyle x\to \infty } функція Бріллюена перетворюється на 1. Намагніченість насичується і магнітні моменти повністю вишиковуються в напрямку прикладеного поля:
{\displaystyle M=Ng\mu _{B}J}